# Morinda barvířská

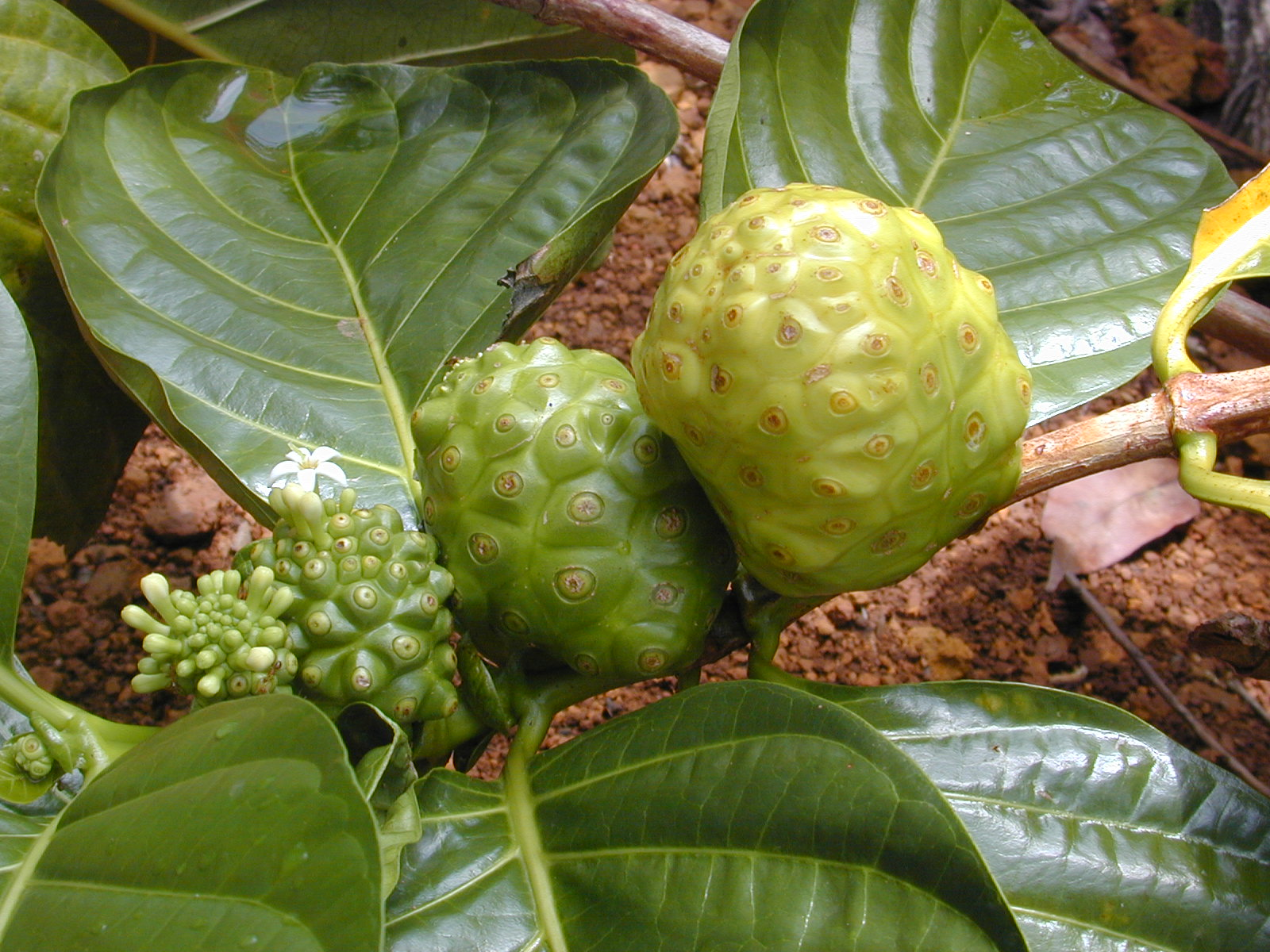
Různě zralá plodenství

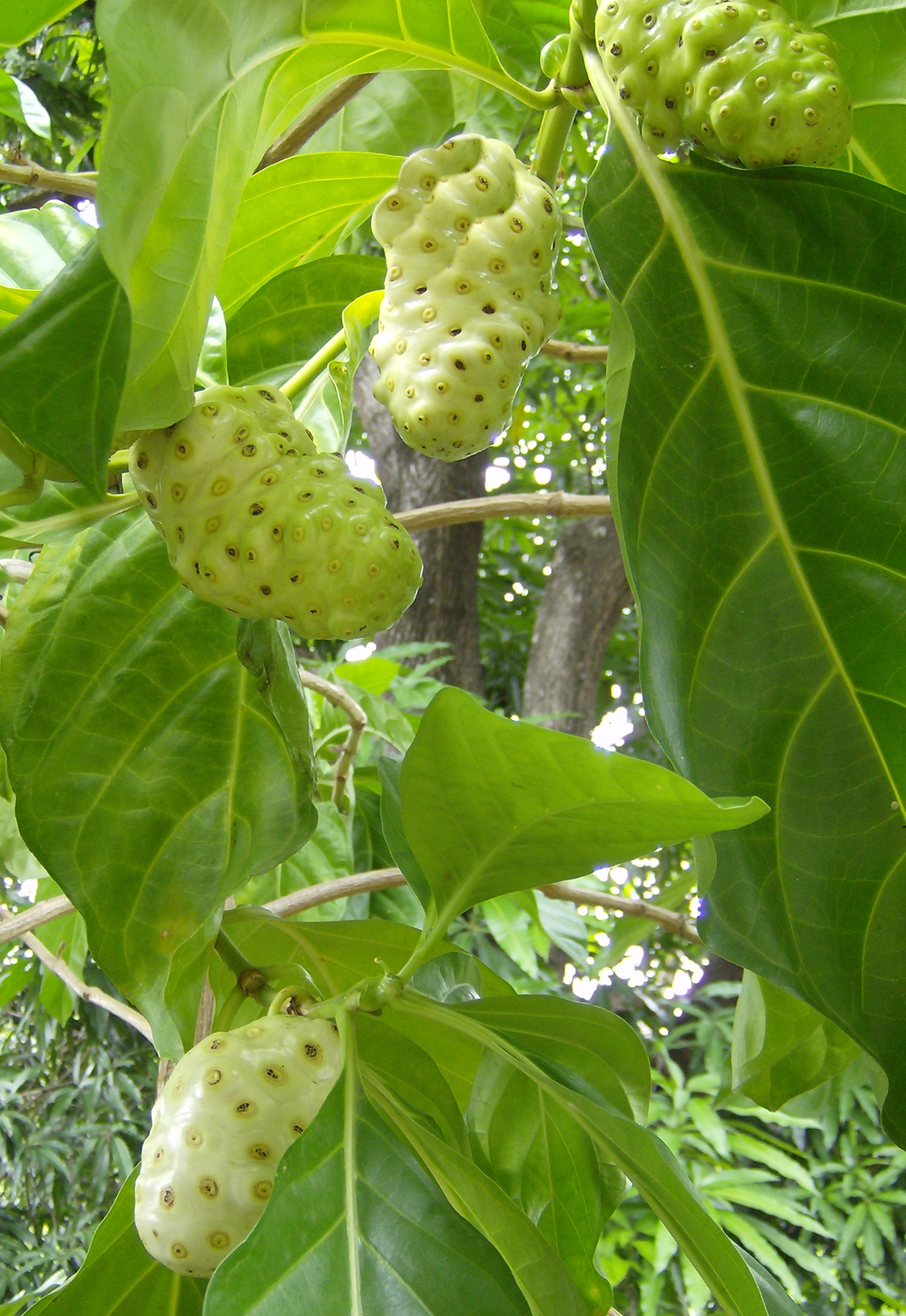
Plodící rostlina

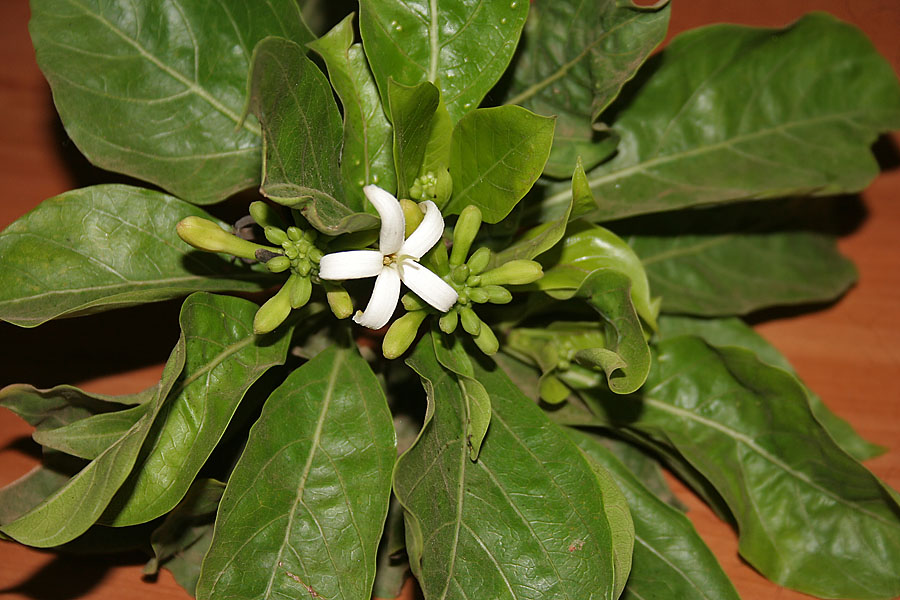
Květ a zárodky plodenství

Morinda barvířská (Morinda citrifolia) je tropický, stálezelený keř nebo strom schopný tolerovat širokou škálu stanovišť nebo ekologických podmínek. Kvete průběžně celoročně a z květů vznikají zvláštní podlouhlá, dužnatá plodenství.
Vědecké rodové jméno Morinda vychází z částečné podobnosti plodů s moruši indickou (Morus indica) a jméno citrifolia odkazuje na podobu listů s listy rodu Citrus. Původní české jméno "rojok" (v Indonésii pojmenování pro pestrý maso-zeleninový pokrm "pasembur rojak"obsahující i plodenství morindy) vytvořil Jan Svatopluk Presl. České druhové jméno "barvířská" je odvozeno z tradičního využívání kůry kmene a kořene k barvení látek na červeno nebo žluto. Používané synonymum noni je název vylisované šťávy z plodenství, která je považována za silně léčivou, byť bez vědeckých podkladů.

## Výskyt
Původní areál morindy barvířské se rozkládal v jižní Asii od indického subkontinentu přes Malajský poloostrov, Indočínu, jižní oblasti Číny, Tchaj-wan, Indonésii a ostrov Novou Guineu až do severovýchodních oblastí Austrálie. Druhotně se rozšířila na převážnou část pacifických ostrovů i na území Ameriky, kde se vyskytuje od Floridy ve Spojených státech, přes území Střední Ameriky a ostrovy Karibiku až do tropických oblastí Jižní Ameriky.

## Ekologie
Vyskytuje se v podrostu tropických lesů nebo po jejich okrajích v oblastech s vydatnými celoročními srážkami, krátkodobě toleruje i období sucha. Může růst i v silném stínu, tam ovšem málo kvete i plodí. Objevuje se též často v lesích podél mořského pobřeží, vyhovuje ji písčitá i kamenitá půda, snáší její zasolení a nevadí ani brakická voda. Je dřevinou teplomilnou, začíná chřadnou při teplotě pod +15 °C a odumírá při poklesu pod +4 °C. Nejčastěji bývá spatřena v malé nadmořská výšce, obvykle do 100 a jen řídce do 300 m n. m.

## Popis
Morinda barvířská vyrůstá jako keř nebo strom vysoký 5 až 10 m s kmenem tlustým do 15 cm. Listy mají lesklé čepele široce eliptické až vejčité, celistvé, lysé, u báze klínovité a na vrcholu tupé či špičaté. Bývají dlouhé 15 až 30 cm a široké 5 až 20 cm, lícní stranu mají tmavě zelené a rubovou o poznání světlejší, obě strany jsou lysé a lesklé. Žilnatina kožovitých listů je vystouplá a tvoří ji hlavní žilka s pěti až sedmi páry žilek postranních, mezi nimi bývají domatia obývaná symbiotickými mravenci (Oecophylla smaragdina), chránící rostlinu před jiným hmyzem.
Květenství je vytvořeno ze 70 až 90 drobných bílých květů seskupených do kulovitých strboulů asi 10 mm velkých. Květenství na stopkách a listy s řapíky vyrůstají v opakujících se modulech na sympodiálně se větvících letorostech. Z prvé uzliny rostou dva vstřícné listy, o internodium výše roste z druhé uzliny jediný list a proti němu z terminálního pupenu květenství a mezi nimi vyrůstá axiální pupen, kterým se letorost prodlužuje. Další růst letorostu probíhá ve stejném modulu (prvá uzlina dva listy, druhá uzlina jeden list, květenství a pupen, atd.). Internodia mezi uzlinami jsou nestejně dlouhá a bývají velmi krátká, takže listy i květenství mnohdy vyrůstají ve zdánlivých přeslenech. Palisty jsou podlouhlé až okrouhle trojúhlé, průměrně bývají 15 mm dlouhé, 10 mm široké a bývají částečně srostlé s řapíky.
Květy v hustých květenstvích jsou téměř přisedlé, bezlistenné, oboupohlavné, bílé, pětičetné a jejich semeníky postupně srůstají dohromady. Kališní lístky většiny květů jsou krátké s uťatým vrcholem a vytrvalé, některé květy ve strboulu však mívají kališní lístky zvětšené, obkopinaté a až 15 mm dlouhé. Koruna s krátkou trubkou má nálevkovitý tvar a její bílé lístky jsou asi 6 mm dlouhé. V květu je pět tyčinek s krátkými nitkami a podlouhlými prašníky, dvě blizny, polokulovitá češule a semeník s dvěma oddíly po jednom vajíčku. Květy rozkvétají průběžně po celý rok a stejně tak dozrávají plody.
Srůstem spodních dvouplodolistových semeníků květů sdružených ve strboulu vzniká netypické dužnaté plodenství podlouhle vejčitého tvaru. Bývá až 10 cm dlouhé a v průměru mívá do 5 cm, je zprvu nazelenalé, později bílé či nažloutlé a přezrálé nahnědlé, tvarem připomíná velký plod moruše. Je vytvořeno srůstem peckovic a obsahuje mnoho (100 a více) červenohnědých, obvejčitých semen asi 4 mm velkých, která mají na povrchu velmi tvrdý endokarp a uvnitř vzduchovou komůrku umožňující jim dobře plavat. Šestiúhelníky vyznačené na povrchu plodenství vyznačují plod jednoho květu. Je jedlé, ale ve zralém stavu má silné, pro mnoho lidí zapáchající aroma. V přírodě je konzumují mnozí savci, hlavně kaloni, kteří se starají o rozptýlení semen po okolí. Byly vyšlechtěny kultivary s plodenstvím velkým až 20 cm.

## Pěstování

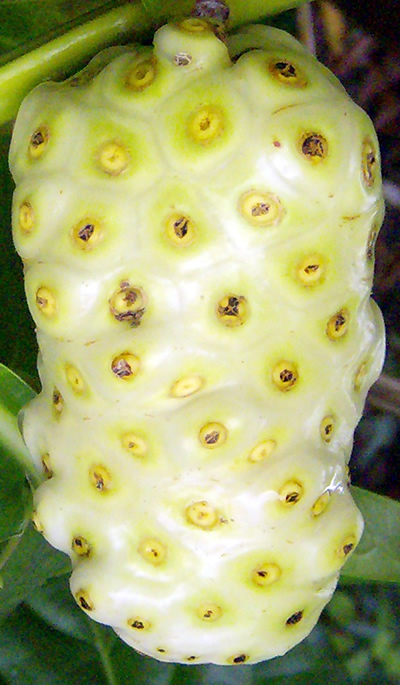
Plodenství kultivaru dlouhé až 15 cm

Morinda barvířská se může rozmnožovat vegetativně i generativně. Klíčivost semen je nepravidelná a bez skarifikace trvá doba do vzniku semenáče šest až dvanáct měsíců. Při vegetativním množení zakoření řízky za jeden až dva měsíce, takovýto strom ale neroste pravidelně a je náchylný k rozlomení.
Pro získání většího množství plodenství pro výrobu oblíbené šťávy noni se nové rostliny vysazují na plantáže ve sponu 4 m, kde za dobrých podmínek (světlo, vláha, živiny) rychle rostou a brzy plodí, prvá drobná plodenství se objevují již u rok starých rostlin. Dospělé dřeviny kvetou a plodí průběžně po celý rok, plodenství se sklízejí probírkou třikrát do měsíce. Průměrný strom vyprodukuje ročně až 100 kg, na jednom hektaru se tak urodí až 250 tun, z kterých se vylisuje okolo 600 hektolitrů šťávy.

## Význam
Kůra stromu i kořeny obsahuje látky, které původní obyvatelé tradičně používají jako žluté, oranžové nebo červené barvivo k barvení rituálních oděvů. Dřevo stromů je tvrdé, dobře se opracovává a soustruží, vyrábějí se z něho hračky, talíře a další užitné předměty. Ze semen se lisuje olej vhodný jako insekticid do vlasů. Strom je odolný vůči slané vodě a vysazuje se pro zastavení půdní eroze na pobřeží. Pro obyvatelstvo indomalajské a pacifické oblasti je morinda barvířská jednou z nejdůležitějších tradičních léčivých rostlin. Plodenství jsou téměř nepostradatelná, používají se běžně pro léčbu mnoha nemocí a v čase nouze i k jídlu. Hlavním léčivým prostředkem je vylisovaná šťáva prodávána čerstvá nebo sušená v prášku pod tradičním názvem noni, k léčbě se používají také kořeny, listy i kůra. Těmito léčivy původní obyvatelé zahání malárii, artritidu, cukrovku, vysoký tlak, ošetřují všemožné vředy a rány, zahánějí průjmy a deprese, potlačují rakovinu, AIDS atd. Pro odstranění kašle domorodci přikládají na prsa nahřáté listy nebo výluh z nich a roku 2008 Evropský úřad pro bezpečnost potravin (EFSA) povolil dovoz a používání těchto listů i v EU. Informace o zázračných účincích pocházejí z tvrzení domorodců a jsou silně podporovány výrobci noni, vědecké poznatky jsou však mnohem skeptičtější. Plodenstvími se též krmí prasata, semena se po upražení jedí.

## Galerie

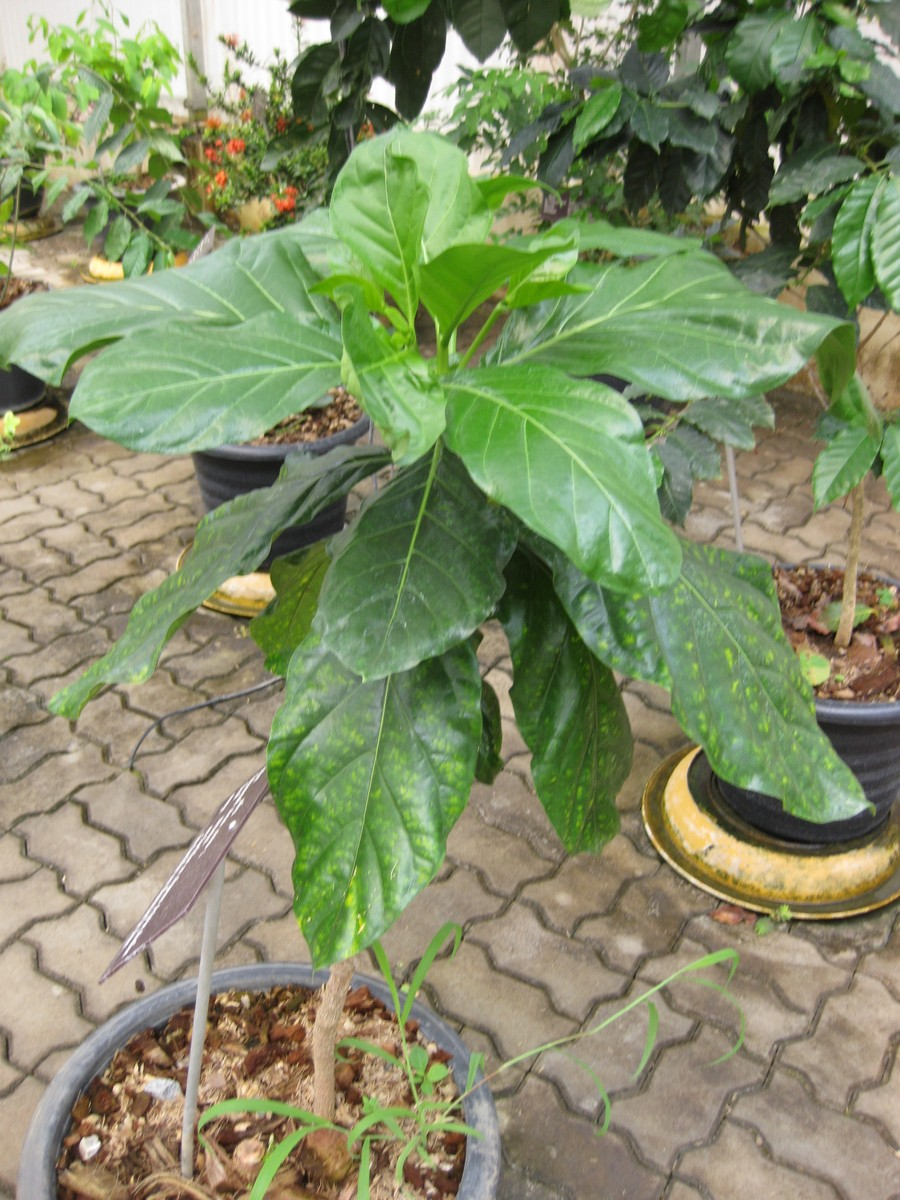
Mladá rostlina
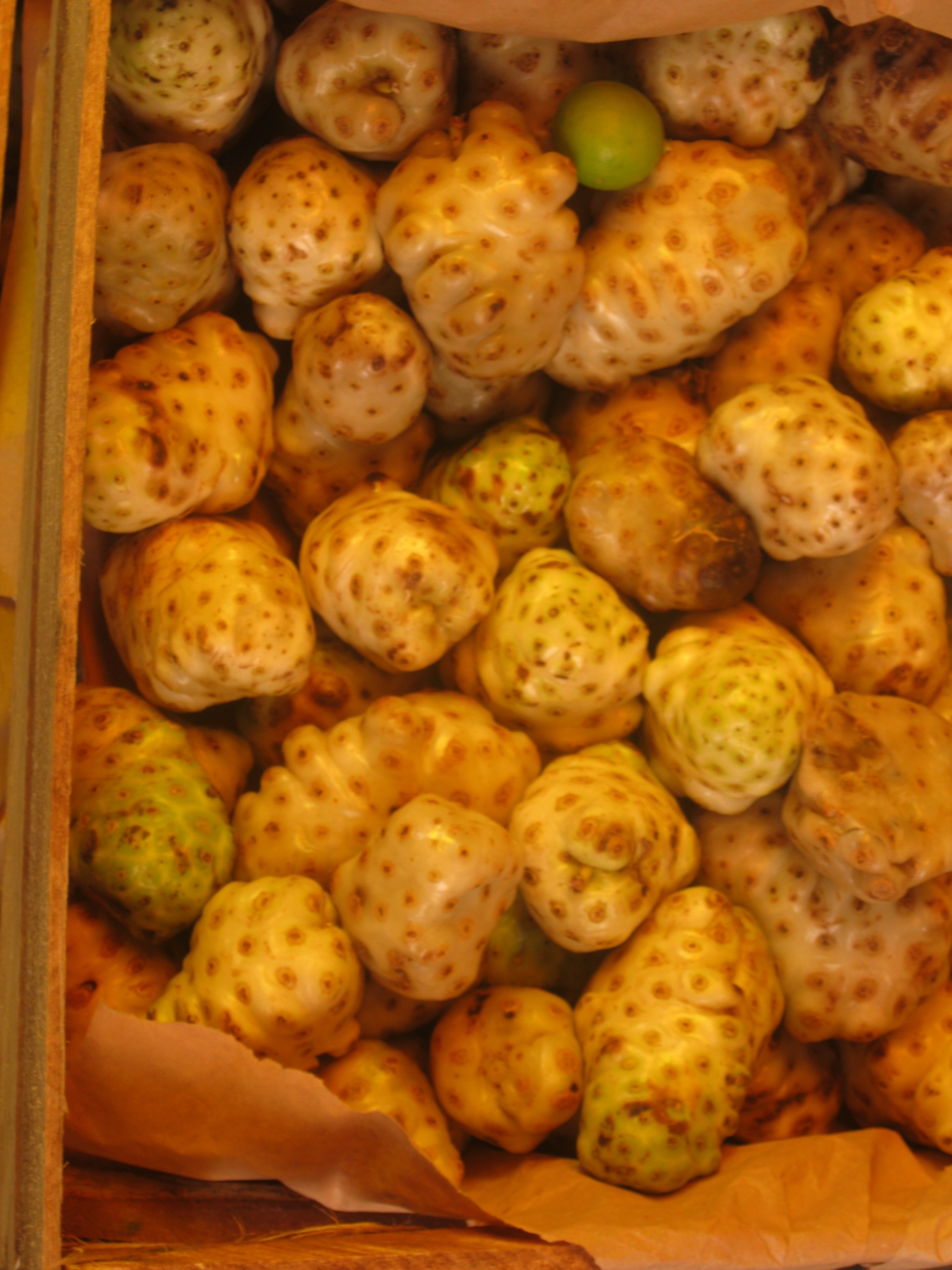
Plody na prodej
Řez plodenstvím
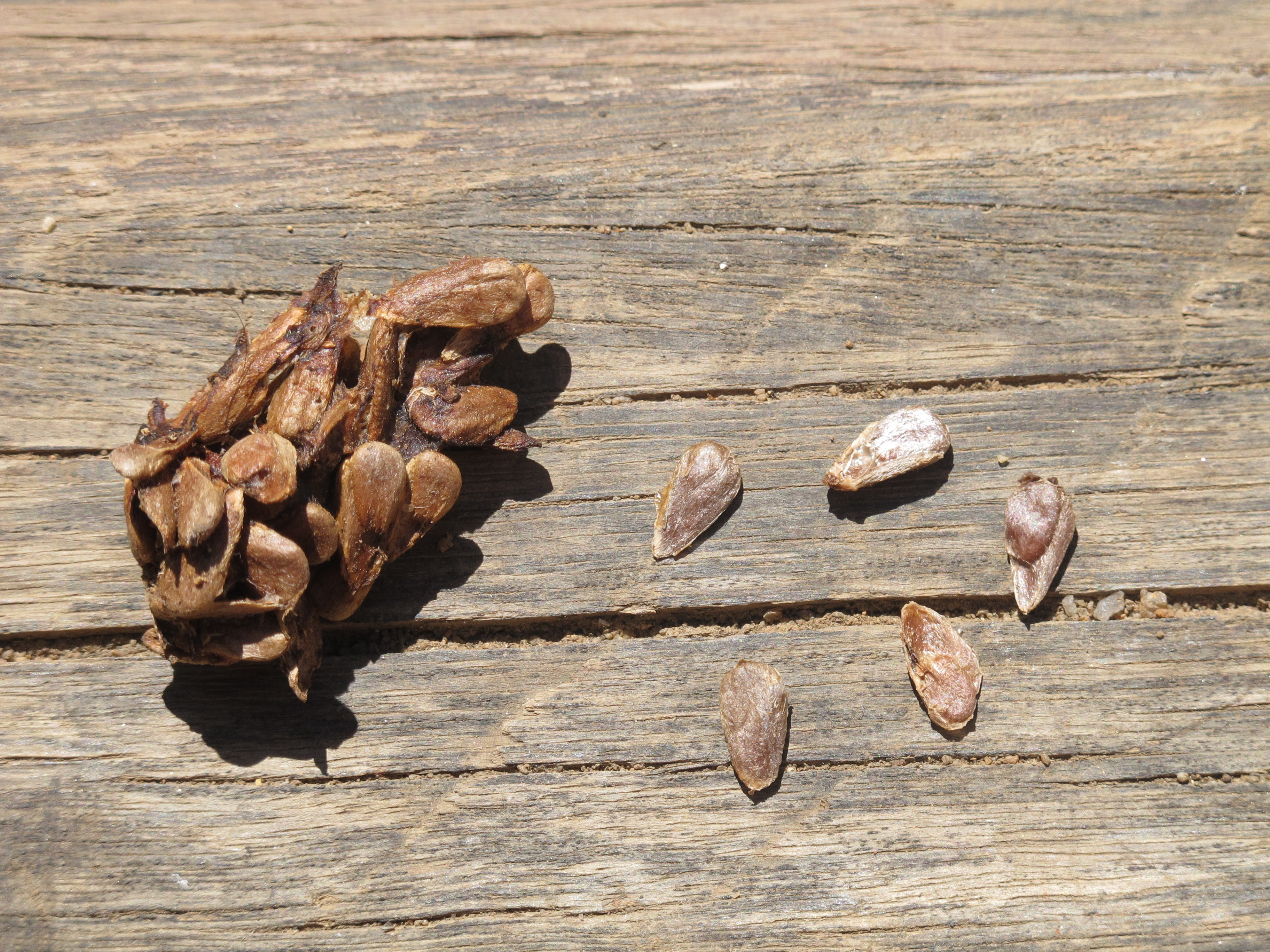
Semena